# Ricardo Pérez Flores
Ricardo Pérez Flores (geb. 19. Mai 1958) ist ein ehemaliger mexikanischer Fußballspieler auf der Position eines Stürmers, der zwischen 1975 und 1986 für Chivas Guadalajara spielte und auch unter dem Spitznamen „Snoopy“ bekannt war.

## Karriere
Ricardo Pérez war zeitlebens ein waschechter Chiva. Schon als Kind spielte er in dessen Nachwuchsmannschaften und war auch nie geneigt, zu einem anderen Verein zu wechseln: „Ich bin von Kindesbeinen an ein Chiva. Das bedeutet mir alles. Ich habe neun Jahre in der ersten Mannschaft gespielt und dachte nie ans Aufhören. Hätte ich die Kraft gehabt, hätte ich mein ganzes Leben lang für Guadalajara gespielt.“
Pérez spielte meistens auf der linken Außenseite und war entweder im offensiven Mittelfeld oder in der Angriffsreihe aktiv. Aufgrund seiner Beweglichkeit, seiner Schnelligkeit, seiner genialen Übersteiger und seinen exzellenten Vorlagen war „Snoopy“ Pérez einer der wichtigsten Spieler von Guadalajara in den frühen 1980er Jahren und ein Publikumsliebling. Seine zahlreichen Vorlagen trugen wesentlich zur Treffsicherheit seiner Sturmkollegen Víctor Rangel, Eduardo de la Torre und Jaime Pajarito bei. So erzielte Pajarito in der Saison 1980/81 insgesamt 24 Treffer, bei denen die entscheidende Vorlage in 17 Fällen von Pérez kam. In der Saison 1982/83 war Pérez mit 12 Treffern sogar selbst der erfolgreichste Torschütze seiner Mannschaft.
Als er seine Profikarriere bei Guadalajara begann, durchlief der Verein gerade eine zehn Jahre währende Schwächeperiode, die in Mexiko den Namen „Chivas flacas“ (magere Ziegen) erhielt. In den 1980er Jahren lief es dann zwar wieder besser, doch wurde die Mannschaft mit Pérez in den Jahren 1983 und 1984 jeweils nur Vizemeister. Ausgerechnet in der ersten Saison 1986/87 „nach Pérez“ konnte endlich wieder ein Titel (der erste seit 1970) gewonnen werden. Somit blieb Snoopy Pérez zeitlebens ohne Titel.
Für die mexikanische Fußballnationalmannschaft kam er zwischen 1980 und 1985 zu insgesamt 4 Einsätzen (kein Tor). Sein Debüt bestritt Pérez am 29. April 1980 im Estadio Nemesio Díez von Toluca de Lerdo gegen Guatemala (2:2).